# Міколаєво (Мазовецьке воєводство)
Міколаєво (пол. Mikołajewo) — село в Польщі, у гміні Старожреби Плоцького повіту Мазовецького воєводства.
Населення — 144 особи (2011).
У 1975-1998 роках село належало до Плоцького воєводства.

## Демографія
Демографічна структура станом на 31 березня 2011 року:
|          | Загалом | Допрацездатний вік | Працездатний вік | Постпрацездатний вік |
| -------- | ------- | ------------------ | ---------------- | -------------------- |
| Чоловіки | 64      | 15                 | 42               | 7                    |
| Жінки    | 80      | 19                 | 45               | 16                   |
| Разом    | 144     | 34                 | 87               | 23                   |